# Anacron
Anacron — (англ. anachronistic cron) асинхронный или анахроничный cron.
Anacron в отличие от cron не поддерживает запуск заданий по расписанию, вместо этого задания запускаются с заданным интервалом времени. Это очень удобно для систем которые работают не регулярно, например домашние рабочие станции или ноутбуки. Задачи Anacron хранятся в файле конфигурации:
```
/etc/anacrontab
```

Файл конфигурации по умолчанию выглядит так:
```
# /etc/anacrontab: configuration file for anacron

# See anacron(8) and anacrontab(5) for details.

SHELL
=
/bin/sh

PATH
=
/usr/local/sbin:/usr/local/bin:/sbin:/bin:/usr/sbin:/usr/bin

# These replace cron's entries

1
	
5
	
cron.daily
	 
nice
 
run-parts
 
--report
 
/etc/cron.daily

7
	
10
	
cron.weekly
	 
nice
 
run-parts
 
--report
 
/etc/cron.weekly
@monthly
	
15
	
cron.monthly
 
nice
 
run-parts
 
--report
 
/etc/cron.monthly

```

Отметки выполнения хранятся в:
```
/var/spool/anacron
```

здесь хранятся файлы расписаний для каждого из пользователей, например root.
Аналогично cron задания определяются набором полей:
```
* * * выполняемая команда
- - -
| | |
| | --------- идентификатор
| ----------- задержка
------------- период
```

Период — период выполнения в днях. Задержка — задержка запуска в минутах. Идентификатор задания — любой непустой символ, кроме / \. Задержка чаще всего используется для того чтобы позволить системе полностью загрузиться.
FILES

  /etc/anacrontab

    Contains  specifications  of jobs.  See anacrontab(5) for a complete description.

  /var/spool/anacron

    This directory is used by Anacron for storing timestamp files.
NAME

    anacron - runs commands periodically

SYNOPSIS

    anacron  [-s]  [-f]  [-n] [-d] [-q] [-t anacrontab] [-S spooldir] [job]

    ...

    anacron [-S spooldir] -u [-t anacrontab] [job] ...